# Cumade Selvira & Os Cantiga de Grilo
A banda brasiliense Cumade Selvira & Os Cantiga de Grilo experimentou fusões entre ritmos nordestinos, como o baião com o rock e o xote com o reggae, o soul e o regional.   
Em Brasília, a banda realizou diversos shows em casas noturnas consagradas como o Gate’s Pub e eventos tradicionais como a Fantasy. O grupo fez shows em Teresina (PI), Parnaíba (PI), Alto Paraíso (GO), Chapada dos Veadeiros (GO), Goiânia (GO), Jericoacoara (CE) e no Bar Biruta, em Fortaleza (CE). 
A banda foi vencedora do III FINCA (Festival da Universidade de Brasília) com a música Nau dos loucos.
Em 2002, a banda gravou seu 1º CD, produzido, mixado e masterizado por Guiminha (ex-produtor dos Raimundos). A capa do CD é uma xilogravura feita por J. Borges especialmente para  a banda. No lançamento do CD “Caravanas de pensamentos” foi realizada uma festa show com a participação do grupo Amanina (DF), do cantor parnaibano Teófilo Lima e da banda piauiense Narguilé Hidromecânico (PI).
A banda se apresentou no I Encontro de Culturas Tradicionais da Chapada dos Veadeiros, no evento Todas as Tribos juntamente com Zeca Baleiro e Jah Live. Cumade Selvira & Os Cantiga de Grilo foi convidada para participar do evento “Reggae sua alma”, realizado no Camping Show em Brasília, dividindo o palco com Gilberto Gil e Andrew Tosh.  	
O grupo Cumade Selvira & Os Cantiga de Grilo se apresentou no evento «Fala da Palavra», em apoio ao Projeto Ação Kalunga. Além da banda brasiliense, o evento contou com um show de Arnaldo Antunes e do Liga Tripa Convida, um show em comemoração aos 25 anos do grupo brasiliense Liga Tripa.
Grupo formado em Brasília no ano 2000 e integrado por Guilherme Paiva (guitarra e voz) filósofo e compositor, morou no Piauí onde participou de shows com Belchior e Teófilo Lima. Flora (voz) estudante de Direito e também vocalista do grupo Esquadrilha da Fumaça. Miguelito (baixo) músico paraguaio radicado em Brasília. Paulo Blindado (bateria) produtor artístico em Brasília e ex-roddie do Natiruts. Chapinha (gaita) compositor, mestre na área de educação e ex-produtor da banda Feijão de Bandido. Arapuca (guitarra) ex-guitarrista do grupo Xalé Verde. O nome da banda faz homenagem a figura de Cumade Selvira - uma senhora simples que viveu na cidade de Buritis, em Minas Gerais. A banda, que mistura zabumba, triângulo, guitarra distorcidas e gaita, apresentou-se em diversas cidades, entre elas, Brasília (DF), Goiânia (GO), Alto Paraíso de Goiás (GO), Vila de São Jorge (GO), Parnaíba (PI), Jericoacoara (CE) e em Fortaleza (CE). Do primeiro CD demo, lançado em 2001, com três músicas que mostravam um pouco da fusão entre baião, rock e blues, a faixa "Tempo", uma mescla de reggae com xote, permaneceu durante dois meses entre as dez mais pedidas da Rádio Urbana FM de Parnaíba. Outra composição, "Nau dos loucos", foi vencedora do "III FINCA", festival de música candanga da Universidade de Brasília (UnB). Em 2002 participou da coletânea "Conexão calango", CD que reuniu artistas e bandas do Piauí e de Brasília, tais como, Narguilé Hidromecânico, Feijão de Bandido e Teófilo. Em 2003 lançou o CD "Caravanas de pensamentos", produzido por Guiminha (também produtor da banda Raimundos) e patrocinado pela Secretaria de Cultura do GDF. Para alguns lançamentos, a banda contou na abertura dos shows com a banda piauiense Narguilé Hidromecânico. Entre os principais apresentações da banda consta o evento "Reggae sua alma", realizado no Camping Show em Brasília, dividindo o palco com Gilberto Gil e Andrew Tosh. Apresentou-se também em importantes casas noturnas de Brasília, entre elas, no Gate’s Pub. 
Referências:
LIMA, Irlam Rocha. Canção sobre loucura ganha júri e platéia. In: Correio Brazilense, 2001. Disponível em: http://www.secom.unb.br/unbcliping/cp010924-02.htm. Acesso em 10 jul 2001.
PINTO, Mércia. Ouvidos para o mundo: aprendizado formal de música em grupos do Distrito Federal. Disponível em: http://www.anppom.com.br/opus/data/issues/archive/8/files/Pinto/mercp-1.htm. Acesso em jun 2012.
Dicionário Cravo Albin da Música Popular Brasileira. Disponível em: http://www.dicionariompb.com.br/cumade-selvira--os-cantiga-de-grilo/dados-artisticos. Acesso em 13 ago 2012.